# Gonomyia crepuscula
Gonomyia crepuscula är en tvåvingeart som beskrevs av Alexander 1921. Gonomyia crepuscula ingår i släktet Gonomyia och familjen småharkrankar. Inga underarter finns listade i Catalogue of Life.